# Epagoge
Epagoge es un género de polillas de la familia Tortricidae.

## Especies
- Epagoge conspersana Diakonoff, 1953
- Epagoge grotiana (Fabricius, 1781)
- Epagoge melanatma (Meyrick, 1908)
- Epagoge mellosa Diakonoff, 1951
- Epagoge metacentra (Meyrick, 1918)
- Epagoge occidentalis Diakonoff, 1948
- Epagoge vulgaris (Meyrick, 1921)
- Epagoge xanthomitra Diakonoff, 1941